# Дезна
Дезна (рум. Dezna) — село у повіті Арад в Румунії. Адміністративний центр комуни Дезна.
Село розташоване на відстані 371 км на північний захід від Бухареста, 76 км на схід від Арада, 111 км на захід від Клуж-Напоки, 106 км на північний схід від Тімішоари.

## Населення
За даними перепису населення 2002 року у селі проживали 910 осіб.
Національний склад населення села:
| Національність | Кількість осіб | Відсоток |
| -------------- | -------------- | -------- |
| румуни         | 895            | 98,4%    |
| цигани         | 7              | 0,8%     |

Рідною мовою назвали:
| Мова      | Кількість осіб | Відсоток |
| --------- | -------------- | -------- |
| румунська | 901            | 99,0%    |
| угорська  | 5              | 0,5%     |